# América Móvil
América Móvil is een groot Mexicaans telecommunicatiebedrijf. Het is buiten Mexico actief in de Verenigde Staten, Latijns-Amerika en Europa. Carlos Slim is de oprichter en hij heeft de belangrijkste bestuurstaken overgedragen aan zijn twee zoons.

## Activiteiten
América Móvil is marktleider op het gebied van telecommunicatiediensten in Latijns-Amerika. Het levert diensten aan klanten in 15 landen in Noord- en Zuid-Amerika en in zeven landen in Europa. De diensten worden hoofdzakelijk aangeboden onder de merknamen Telcel en Telmex Infinitum in Mexico, Claro in de rest van Amerika en en voor Europa is dit A1.
Per 31 december 2023 telde het 310 miljoen gebruikers met mobiele telefoons en 74 miljoen klanten met een vaste telefoonverbinding of betaal-tv contract.
De mobiele telefoondiensten, voice en data, is de belangrijkste activiteit en maakte in 2023 iets meer dan 50% van de omzet uit. De omzetbijdrage van de vaste telefonie, voice en data, was 30%. De rest van de omzet is afkomstig uit betaal-tv diensten, andere diensten en de verkoop van hardware.
De drie belangrijkste geografische markten zijn: Mexico, Brazilië en Europa. De omzetaandelen in de 2023 waren, 44%, 20% en 13% respectievelijk. Mexico leverde met 58% van het totaal een relatief hoge bijdrage aan het bedrijfsresultaat, een reflectie van de sterke marktpositie van América Móvil en de navenant hoge winstmarges.
| Jaar | Omzet           | Nettoresultaat  | Mobiele abonnees (× miljoen) | Vaste aansluitingen (× miljoen) | Werknemers |
| Jaar | (× MXN miljard) | (× MXN miljard) | Mobiele abonnees (× miljoen) | Vaste aansluitingen (× miljoen) | Werknemers |
| ---- | --------------- | --------------- | ---------------------------- | ------------------------------- | ---------- |
| 2005 | 182             | 31,6            | 93                           | -                               | 34.574     |
| 2010 | 608             | 98,9            | 224                          | 52                              | 148.058    |
| 2015 | 892             | 37,0            | 285                          | 366                             | 195.475    |
| 2020 | 1017            | 51,0            | 287                          | 386                             | 186.851    |

De aandelen staan zowel aan de New York Stock Exchange als aan de Bolsa Mexicana de Valores genoteerd. In Mexico is het opgenomen in de S&P/BMV IPC aandelenindex. Er stonden drie soorten aandelen genoteerd, A, AA en L. In december 2022 stemden de aandeelhouders in met een vereenvoudiging en in maart 2024 zijn alle aandelen omgezet in B-aandelen. De familie van Carlos Slim had per 31 maart 2024 ruim 54,2% van de B-aandelen in handen en heeft hiermee een controlerend belang in de onderneming.

## Geschiedenis
In 1990 werd de Mexicaanse telefoonmaatschappij, Teléfonos de México, S.A.B. de C.V. of kortweg Telmex geprivatiseerd. In september 2000 richtte Telmex een apart bedrijf op voor de mobiele telefonie. Diverse acquisities werden gedaan in het westelijk halfrond en Europa. In 2010 nam América Móvil het oude moederbedrijf Telmex over.
Om een positie in de Europese markt op te bouwen, deed América Móvil in 2012 een bod van € 8 per aandeel op de Nederlandse KPN. Het bedrijf had reeds 5% van de aandelen in handen en streefde naar een belang in KPN van net geen 30%. Het bestuur van KPN vroeg haar aandeelhouders niet op het bod in te gaan. Desondanks kreeg América Móvil in 2012 toch 27,7% van de KPN-aandelen in handen. Op 9 augustus 2013 maakte América Móvil een bod bekend op alle aandelen KPN, maar KPN verzette zich succesvol tegen deze vijandelijke overname. Na deze teleurstellende ervaring heeft América Móvil haar belang in KPN weer grotendeels afgestoten. Op 10 november 2023 was het belang 14,99%. Per 12 februari 2024 was het aandelenbelang nog verder gedaald naar 2,75%.
De ambitie om in Europa actief te worden bleef. Korte tijd later nam het een belang in Telekom Austria door het aandelenpakket in handen van Österreichische Industrieholding AG (ÖIAG), te kopen. Hiermee kreeg het een belang van 28% en deed vervolgens een bod op de overige aandelen om een meerderheid in handen te krijgen. Hierin slaagde het bedrijf en verkreeg 51% van de aandelen.
In 2014 kwam de Mexicaanse president Enrique Peña Nieto met voorstellen om de concurrentie op de binnenlandse markt bevorderen. América Móvil had zo'n 70% van de binnenlandse markt in handen en rekent hoge telefoontarieven. In een wetsvoorstel worden beperkingen opgelegd aan het bedrijf zolang het marktaandeel groter is dan 50%. De Federal Telecommunications Institute (Ifetel) is de nieuwe toezichthouder met verregaande bevoegdheden. Ifetel heeft  al maatregelen opgelegd waardoor de telefoonmaatschappij zijn infrastructuur toegankelijk moet maken voor nieuwe en bestaande partijen.
Op 23 november 2021 werden de activiteiten in de Verenigde Staten, handelend onder de merknaam TracFone, verkocht aan Verizon. De winstbijdrage van dit land was veel lager dan de omzetbijdrage, een gevolg van de hevige concurrentie en het feit dat het niet beschikte over een eigen netwerk. De verkoop leverde 
América Móvil bijna US$ 4 miljard in geld op en verder kreeg het bijna 58 miljoen aandelen Verizon.

## Trivia
- S.A.B de C.V. staat voor (Spaans): Sociedad Anónima Bursátil de Capital Variable (Naamloze vennootschap)

- International Standard Name Identifier: 0000 0004 0503 1818
- Virtual International Authority File: 140287843

Alfa · Alpek · Alsea · América Móvil · Arca Continental · Banorte · BanRegio · Cemex · Coca-Cola FEMSA · Comercial City Fresko · Compartamos Banco · Empresas ICA · FEMSA · Genomma Lab Internacional · Gruma · Grupo Aeroportuario del Pacífico · Grupo Aeroportuario del Sureste · Grupo Bimbo · Grupo BMV · Grupo Carso · Grupo Elektra · Grupo Lala · Grupo México · IEnova · Inbursa · Industrias CH · Kimberly-Clark de México · Liverpool · Mexichem · OHL México · Peñoles · Pinfra · Santander México · Televisa · Walmart de México y Centroamérica